# Museu de Arte Sacra (Funchal)

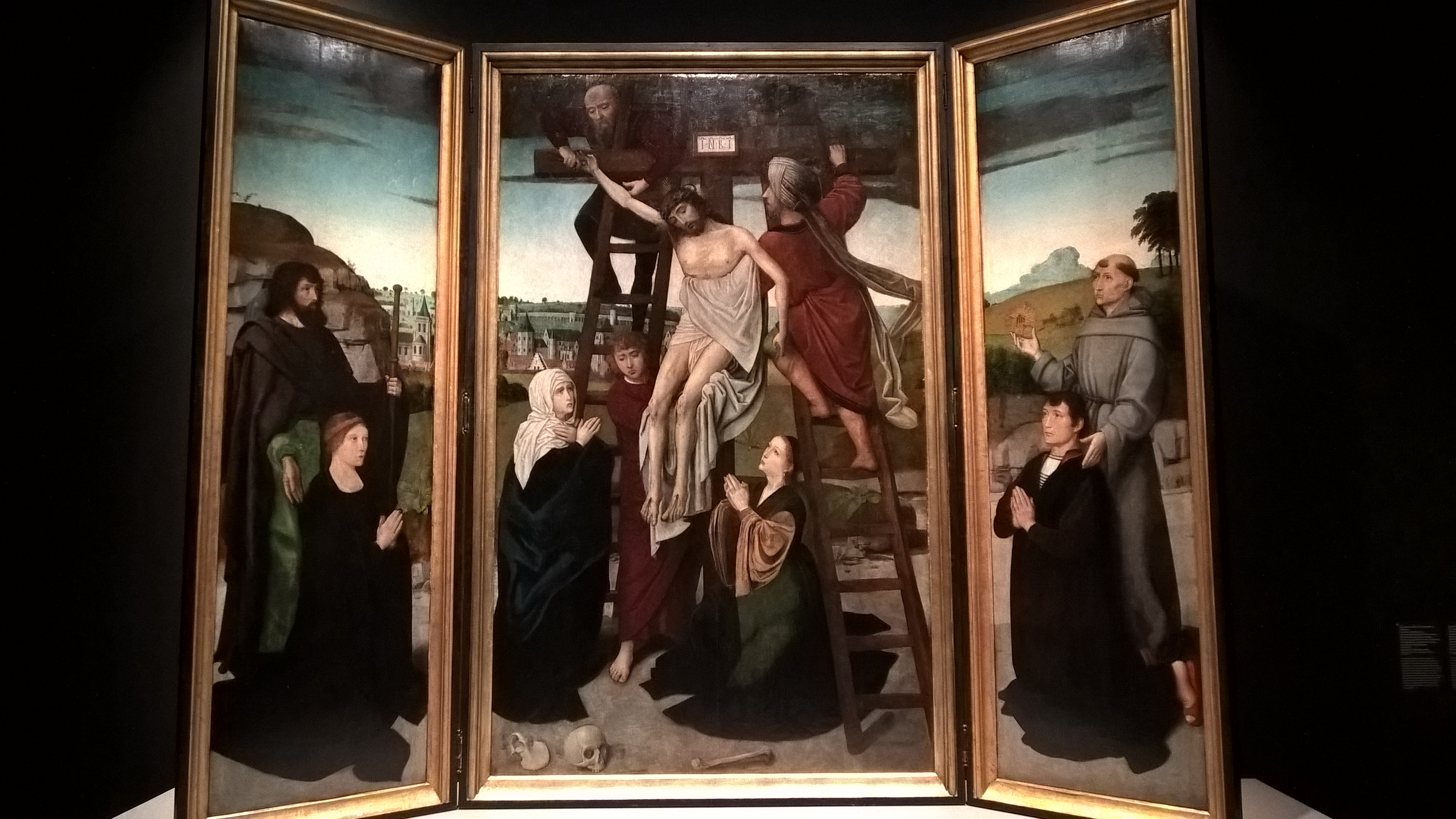
Kruisafneming van Gerard David (ca. 1518-1527)

Het Museu de Arte Sacra is een museum voor gewijde kunst in Funchal op het Portugese eiland Madeira. Het is in 1955 geopend in het voormalig bisschoppelijk paleis.
De collectie gaat van de 15e tot de 19e eeuw en bestaat uit schilderkunst, houtsnijwerk, kerkzilver en liturgische paramenten. Vooral de Vlaamse altaarstukken uit de late 15e en vroege 16e eeuw zijn bijzonder, met onder meer werk toegeschreven aan Dirk Bouts, Gerard David, Joos van Cleve en Jan Provoost. Deze panelen – vaak op groot formaat – kwamen in Madeira terecht in de hoogdagen van de suikerproductie, als betaling voor leveringen in het Europese distributiecentrum Antwerpen.